# 木骨閭
木骨閭（呉音：もくこちろ、漢音：ぼくこつりょ、拼音：Mùgŭlǘ、生没年不詳）は、柔然の始祖。木骨閭というのは、字（あざな）で、姓名は不明。木骨閭の意味は禿頭。これが柔然の可汗氏族、郁久閭（いくきゅうりょ、Yùjiŭlǘ）氏の語源となった。

## 生涯
鮮卑拓跋部の拓跋力微（在位：220年 – 277年）の末年、略奪に出た騎兵が一人の奴隷を捕えた。奴隷の頭髪は眉と同じ高さでそろっており、元の姓名を忘れていたので、奴隷の主人はその見た目（辮髪）からか“木骨閭”（ハゲ頭）という字を付けた。
木骨閭は壮年になると、奴隷から解放されて騎卒となった。
拓跋猗盧（在位：308年 - 316年）の時代、期限に遅れた罪を問われて斬刑に処せられるところ、広大な砂漠（ゴビ砂漠）や渓谷の間を逃げ隠れながら、刑罰から逃れた者たちを集めて、百人余りを得ると高車紇突隣部を頼った。
木骨閭が亡くなると、子の車鹿会が立った。

## 参考資料
- 『魏書』（列伝第九十一 蠕蠕）
- 『北史』（列伝第八十六 蠕蠕）
- 内田吟風、田村実造他訳注『騎馬民族史１ 正史北狄伝』（平凡社東洋文庫、1971年）
- 内田吟風『北アジア史研究　匈奴篇』（同朋舎〈東洋史研究叢刊〉、1975年、ISBN 481040627X）